# Арт Ларсен
Арт Ларсен (англ. Art Larsen; 17 квітня 1925 — 7 грудня 2012) — колишній американський тенісист.
Найвищу одиночну позицію світового рейтингу — 3 місце досяг 1950 року (за даними Джона Олліффа).
Здобув 47 одиночних титулів.
Перемагав на турнірах Великого шолома в одиночному розряді.
Завершив кар'єру 1956 року.

## Фінали турнірів Великого шолома

### Одиночний розряд (1–1)
| Результат | Рік  | Турнір            | Покриття | Суперник     | Рахунок                 |
| --------- | ---- | ----------------- | -------- | ------------ | ----------------------- |
| Перемога  | 1950 | Чемпіонат США     | Трава    | Герберт Флем | 6–3, 4–6, 5–7, 6–4, 6–3 |
| Поразка   | 1954 | Чемпіонат Франції | Ґрунт    | Тоні Траберт | 4–6, 5–7, 1–6           |

## Часова шкала результатів на турнірах Великого шлему
| W | Ф | ПФ | ЧФ | #Р | КТ | К# | DNQ | A | NH |

### Одиночний розряд
| Турнір                                 | 1948  | 1949  | 1950  | 1951  | 1952  | 1953  | 1954  | 1955  | 1956  | SR     |
| -------------------------------------- | ----- | ----- | ----- | ----- | ----- | ----- | ----- | ----- | ----- | ------ |
| Відкритий чемпіонат Австралії з тенісу |       |       |       | ПФ    |       |       |       |       |       | 0 / 1  |
| Відкритий чемпіонат Франції з тенісу   |       |       | ЧФ    |       |       |       | Ф     | 4р    | 4р    | 0 / 4  |
| Вімблдонський турнір                   |       |       | ЧФ    | ЧФ    | 1р    | ЧФ    | 3р    | 4р    | 4р    | 0 / 7  |
| Відкритий чемпіонат США з тенісу       | 4р    | ЧФ    | П     | ПФ    | 4р    | 4р    | ЧФ    | 4р    | 3р    | 1 / 9  |
| Strike rate                            | 0 / 1 | 0 / 1 | 1 / 3 | 0 / 3 | 0 / 2 | 0 / 2 | 0 / 3 | 0 / 3 | 0 / 3 | 1 / 21 |